# Lijst van oorlogsmonumenten in Edam-Volendam
De Nederlandse gemeente Edam-Volendam heeft 5 oorlogsmonumenten. Hieronder een overzicht.
| Nr.  | Object                      | Herdachte groep      | Ontwerper                                                                                           | Onthulling       | Type            | Locatie                                           | Plaats     | Coördinaten                   | Foto                        |
| ---- | --------------------------- | -------------------- | --------------------------------------------------------------------------------------------------- | ---------------- | --------------- | ------------------------------------------------- | ---------- | ----------------------------- | --------------------------- |
| 364  | Verzetsmonument             | verzet Nederland     | Jacob Slager, Klaas Brouwer                                                                         | 1947             | gedenksteen     | Raadhuisstraat 61, 1474 HJ                        | Oosthuizen | 52° 34' 16" NB, 4° 59' 33" OL | Verzetsmonument             |
| 627  | De tochtgenoten             | vervolgden Nederland | Hubert van Lith                                                                                     | 2 oktober 1967   | beeld/sculptuur | Oorgat, 1135 CP                                   | Edam       | 52° 30' 56" NB, 5° 3' 56" OL  | De tochtgenoten             |
| 628  | Egbert Snijder monument     | verzet Nederland     | J.C. Bander (ontwerp); J. Kaas (beeldhouwer); A.N. Binder (bronsgieter); J. Rinse jr. (steenhouwer) | 12 februari 1949 | beeld/sculptuur | Egbert Snijderplein, 1135 AA                      | Edam       | 52° 30' 36" NB, 5° 2' 40" OL  | Egbert Snijder monument     |
| 3556 | Monument voor de gevallenen | burgerslachtoffers   | | 8 oktober 1950   | beeld/sculptuur | Pellersplein, 1131                                | Volendam   | 52° 29' 35" NB, 5° 4' 24" OL  | Monument voor de gevallenen |
|      | Stolpersteine               | vervolgden Nederland | Gunter Demnig                                                                                       |                  | reliëf          | Zie Lijst van Stolpersteine in de regio Waterland | Edam       |                               |                             |

Aalsmeer ·
Alkmaar ·
Amstelveen ·
Amsterdam ·
Bergen ·
Beverwijk ·
Blaricum ·
Bloemendaal ·
Castricum ·
Den Helder ·
Diemen ·
Dijk en Waard ·
Drechterland ·
Edam-Volendam ·
Enkhuizen ·
Gooise Meren ·
Haarlem ·
Haarlemmermeer ·
Heemskerk ·
Heemstede ·
Heiloo ·
Hilversum ·
Hollands Kroon ·
Hoorn ·
Huizen ·
Koggenland ·
Landsmeer ·
Laren ·
Medemblik ·
Oostzaan ·
Opmeer ·
Ouder-Amstel ·
Purmerend ·
Schagen ·
Stede Broec ·
Texel ·
Uitgeest ·
Uithoorn ·
Velsen ·
Waterland ·
Weesp ·
Wijdemeren ·
Wormerland ·
Zaanstad ·
Zandvoort